# Cali Open 2023
Il Cali Open 2023, noto come Directv Cali Open 2023 per motivi di sponsorizzazione, è un torneo maschile di tennis giocato sulla terra rossa. È la 2ª edizione del torneo, facente parte della categoria Challenger 75 nell'ambito dell'ATP Challenger Tour 2023. Si è giocato al Club Campestre di Cali, in Colombia, dal 19 al 24 giugno 2023.

## Partecipanti

### Teste di serie
| Nazionalità | Giocatore                     | Ranking* | Testa di serie |
| ----------- | ----------------------------- | -------- | -------------- |
| Cile        | Alejandro Tabilo              | 148      | 1              |
| Argentina   | Román Andrés Burruchaga       | 222      | 2              |
| Canada      | Alexis Galarneau              | 224      | 3              |
| Colombia    | Nicolás Mejía                 | 247      | 4              |
| Argentina   | Santiago Fa Rodríguez Taverna | 249      | 5              |
| Argentina   | Federico Delbonis             | 264      | 6              |
| Brasile     | João Lucas Reis da Silva      | 265      | 7              |
| Argentina   | Guido Andreozzi               | 279      | 8              |

* Ranking al 12 giugno 2023.

### Altri partecipanti
I seguenti giocatori hanno ricevuto una wild card per il tabellone principale:
- Nicolás Mejía
- Johan Alexander Rodríguez
- Adrià Soriano Barrera

I seguenti giocatori sono entrati in tabellone con il ranking protetto:
- Thai-Son Kwiatkowski
- Pedro Sakamoto
- Rubin Statham

I seguenti giocatori sono entrati in tabellone come alternate:
- Gustavo Heide
- Orlando Luz

I seguenti giocatori sono passati dalle qualificazioni:
- Alejandro Hoyos
- Gonzalo Lama
- Juan Ignacio Londero
- Pedro Boscardin Dias
- Matías Soto
- Ignacio Monzón

## Punti e montepremi
| Torneo    | Torneo              | V      | F     | SF    | QF    | 2T    | 1T  | Q | Q2  | Q1  |
| Singolare | Punti               | 75     | 50    | 30    | 16    | 7     | 0   | 4 | 2   | 0   |
| Singolare | Premi in denaro ($) | 10 840 | 6 355 | 3 780 | 2 200 | 1 300 | 780 | – | 390 | 200 |
| Doppio    | Punti               | 75     | 50    | 30    | 16    | –     | 0   | – | –   | –   |
| Doppio    | Premi in denaro ($) | 4 645  | 2 700 | 1 630 | 965   | –     | 545 | – | –   | –   |

## Campioni

### Singolare
Federico Delbonis ha sconfitto in finale  Guido Andreozzi con il punteggio di 6–4, 6(6)–7, 6–3.

### Doppio
Guido Andreozzi /  Cristian Rodríguez hanno sconfitto in finale  Orlando Luz /  Oleg Prihodko con il punteggio di 6–3, 6–4.